# Naomi Oreskes

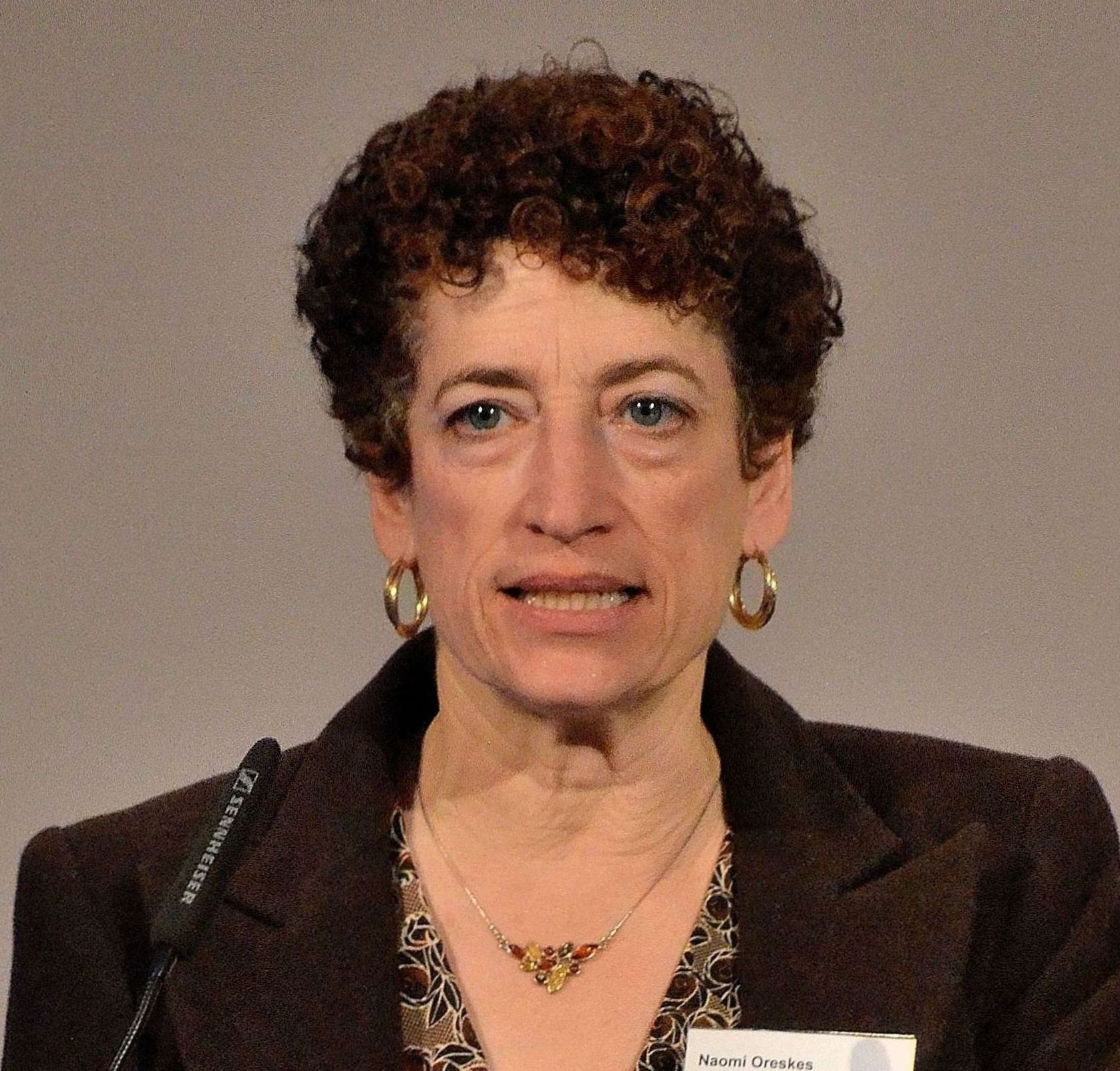
Naomi Oreskes in 2015

Naomi Oreskes (New York, 25 november 1958) is een Amerikaans wetenschapshistoricus en hoogleraar aan de Universiteit van Californië - San Diego sinds 1998.
Oreskes verkreeg onder meer bekendheid met een essay over wetenschap en samenleving Beyond the Ivory Tower: The Scientific Consensus on Climate Change in Science in december 2004. Het essay toetst de wetenschappelijke consensus over de hypothese dat de waargenomen klimaatverandering veroorzaakt is door de mens. In een analyse van 928 rapportsamenvattingen van publicaties in peer-reviewed wetenschappelijke tijdschriften tussen 1993 en 2003 die opgeslagen waren in de ISI database met de zoektermen ‘climate change’ vond Oreskes dat 75% van de rapporten expliciet of impliciet de antropogene klimaatverandering ondersteunden en van de overige 25% geen enkel rapport er expliciet afstand van nam. Als er sprake zou zijn van wetenschappelijke discussie zou dat moeten blijken uit de aanwezigheid van publicaties met een dissidente stellingname. Aangezien zij die niet aantrof besloot ze dat er een wetenschappelijke consensus moet bestaan over antropogene klimaatverandering.
Oreskes stond bloot aan kritiek toen bleek dat de door haar vermelde zoektermen (climate change) afweken van de daadwerkelijk gebruikte (global climate change), en ze haar vraag beperkt had tot "artikelen" in plaats van "alle documenttypes". Oreskes reageerde op een deel van de kritiek met een 'editorial' in The Washington Post. In juni 2010 publiceerde ze, samen met Erik Conway, het boek Merchants of Doubt, waarin ze onder andere een parallel trekt tussen de discussie rond de gezondheidseffecten van roken en de discussie rond de opwarming van de Aarde.